# Robert Rinder
Robert Michael Rinder, född 31 maj 1978 i Southgate, London, är en brittisk familjerättsdomare, mest känd som Judge Rinder i realityserien Judge Rinder sedan 2014.
Rinder föddes i en judisk familj i Southgate och hans farfar var förintelseöverlevare. 2013 ingick han partnerskap med Seth Cumming. Paret separerade 2018.
År 2016 blev han programledare för Judge Rinder's Crime Stories där han rekonstruerar riktiga brott. 2016 var han med i Strictly Come Dancing.